# Culto a Chucky
Culto a Chucky (título en inglés: Cult of Chucky) es una película de terror estadounidense escrita y dirigida por Don Mancini, siendo la séptima entrega de la franquicia de Child's Play. La película está protagonizada por Brad Dourif, Fiona Dourif, Alex Vincent y Jennifer Tilly, todos los cuales vuelven a repetir sus papeles de las entregas anteriores.
La historia sigue a Nica Pierce siendo internada en un hospital psiquiátrico al creer que ella mató a su familia. Mientras tanto, Chucky vuelve a resucitar para causar nuevas muertes al mismo tiempo que Andy Barclay y Tiffany Valentine volverán para ayudar a sus respectivos aliados.
Cult of Chucky fue estrenada el 24 de agosto de 2017, seguida de un lanzamiento en DVD y discos Blu-ray el 3 de octubre de 2017, recibiendo críticas generalmente positivas y recaudando $2 millones en ventas de DVD. Aunque fue hecha con un lanzamiento directamente para DVD, la película también fue estrenada en cines en varios países.

## Argumento
Cuatro años después de los eventos de Curse of Chucky, un adulto Andy Barclay aún conserva la cabeza original de Chucky, que está consciente y deformada tras haber sido torturada repetidamente por Andy en retribución por sus crímenes. Mientras tanto, Nica Pierce ha pasado los últimos cuatro años en un hospital psiquiátrico después de haber sido incriminada por Chucky por el asesinato de su familia. Después de su terapia, Nica ahora cree que ella fue la culpable y que Chucky fue una manifestación de su psicosis. Como resultado, su médico, el doctor Foley, la transfiere al hospital psiquiátrico Harrogate.
Durante una terapia en grupo, Nica conoce a Malcolm, un hombre con trastorno de identidad múltiple; Angela, una anciana que cree que está muerta; Claire, una mujer que quemó su propia casa; y Madeleine, una paciente que mató a su hijo recién nacido. El doctor Foley introduce una técnica que involucra un muñeco «Good Guys»; la mayoría de los pacientes están incómodos con el muñeco, a excepción de Madeleine, que lo trata como a su bebé.
Nica es visitada por Tiffany Valentine, la tutora legal de su sobrina Alice, siendo informada que ella ha muerto. Una devastada Nica recibe un muñeco «Good Guys» que, según Tiffany, fue un regalo de Alice. Esa misma noche, Chucky despierta en el cuerpo del muñeco y descubre que Nica ha intentado suicidarse. A la mañana siguiente, Nica descubre que sus muñecas han sido cosidas y que Angela ha sido asesinada, con un mensaje diciendo que «Chucky lo hizo». Dándose cuenta de que Valentine era el apellido de la novia de Charles Lee Ray, Nica comienza a sospechar que Chucky es real.
Ante el temor de que Madeleine esté en peligro, Nica le pide a Malcolm que le advierta. Sin embargo, ella arroja tanto a Malcolm como al muñeco en una tumba vacía. Él es rescatado por el personal del hospital a la vez que Chucky mata a Claire. Mientras tanto, Andy descubre los asesinatos en línea y se da cuenta de que Chucky, de alguna manera, ha logrado transferir su alma a varios cuerpos a la vez.
En una sesión privada con el doctor Foley, Nica acepta ser hipnotizada para acceder a cualquier recuerdo reprimido sobre su participación en los asesinatos. Foley, quien ha estado abusando sexualmente de Nica, es golpeado por detrás por Chucky. Creyendo que ella lo atacó, el doctor Foley está dispuesto a guardar silencio a cambio de favores sexuales. Madeleine intenta asfixiar a su muñeco con una almohada, obligándola a enfrentar las repercusiones de la muerte de su hijo real, causando que el personal del hospital entierre al muñeco para aplacarla.
Decidido a terminar con los asesinatos y salvar a Nica, Andy es internado en el hospital tras atacar a uno de los guardias de seguridad. Carlos, un enfermero, le entrega un paquete al doctor Foley: un tercer muñeco «Good Guys» enviado por Andy. Madeleine es visitada por su propio muñeco, que ha escapado de su tumba, y es asesinada para que finalmente pueda estar con su bebé. El doctor Foley intenta violar a Nica, pero es noqueado por uno de los muñecos. Chucky despierta al nuevo muñeco y los tres revelan que el Chucky original encontró un hechizo vudú en Internet, permitiendo separar su alma en múltiples cuerpos anfitriones. Alice iba a ser una anfitriona, pero murió en el intento. A continuación, todos los muñecos matan brutalmente al enfermero Carlos delante de Nica.
Tiffany regresa al hospital y mata a un guardia de seguridad, cortándole la garganta. Chucky transfiere su alma a Nica, dándole a su cuerpo la capacidad de caminar nuevamente. Luego, mata al doctor Foley y se encuentra con Malcolm, que es asesinado por el muñeco de Madeleine. El muñeco enviado por Andy lo ataca, pero él le abre el estómago y saca una pistola que había guardado allí. Andy le dispara antes de pisotear su cabeza, matándolo. Luego, intenta dispararle a Chucky/Nica, solo para descubrir que ya no le queda munición. El hospital es bloqueado, causando que Andy quede encerrado dentro de una celda mientras que el muñeco de Madeleine se esconde y Chucky/Nica huye, reuniéndose con Tiffany antes de partir con la muñeca de Tiffany, que también revela estar viva, demostrando que Tiffany también separó su alma.
Luego, Kyle, la hermana adoptiva de Andy de, ingresa a su casa tras haber sido enviada por él para continuar torturando la cabeza mutilada de Chucky.

## Reparto
- Brad Dourif como Chucky.[4]
- Fiona Dourif como Nica Pierce.[4]
- Alex Vincent como Andy Barclay.[4]
- Jennifer Tilly como Tiffany Valentine.[4]
- Michael Therriault como el doctor Foley.
- Adam Hurtig como Malcolm.
- Elisabeth Rosen como Madeleine.
- Grace Lynn Kung como Claire.[5]
- Martina Stephenson Kerr como Angela.
- Zak Santiago como el enfermero Carlos.
- Ali Tataryn como la enfermera Ashley.
- Summer H. Howell como Alice Pierce.
- Christine Elise como Kyle.

## Producción

### Desarrollo
En diciembre de 2013, tras el estreno de Curse of Chucky, Don Mancini confirmó que planeaba desarrollar una séptima entrega en la franquicia de Child's Play. En febrero de 2015, Mancini estaba en el proceso de escribir el guion de la película. Un año después, Mancini, Fiona Dourif y Jennifer Tilly confirmaron que el rodaje de la película comenzaría pronto. En diciembre de 2016, se abrió la oficina de producción de la película en Winnipeg, Manitoba, Canadá. El 5 de enero de 2017, se reveló la sinopsis, reparto, calendario de producción y detalles de distribución de Cult of Chucky, con el rodaje comenzando cuatro días después.
En una entrevista en octubre de 2013, Mancini anunció que desde Child's Play 3, siempre había querido introducir el concepto de «múltiples Chuckys», pero no pudo hacerlo debido a restricciones presupuestarias. Eventualmente, usó el concepto en Cult of Chucky, veintiséis años después.

### Casting
El 5 de enero de 2017, se anunció al reparto principal de Cult of Chucky con Brad Dourif como Chucky, Fiona Dourif como Nica Pierce, Alex Vincent como Andy Barclay y Jennifer Tilly como Tiffany Valentine. Cada uno de ellos apareció en las entregas anteriores con Dourif en todas ellas, Vincent en Child's Play y Child's Play 2; Tilly en Bride of Chucky, Seed of Chucky y Curse of Chucky; y Fiona Dourif en Curse of Chucky.
Cult of Chucky marca el primer papel principal de Vincent en la franquicia desde que era un actor infantil, desde Child's Play, veintinueve años antes. Aunque el personaje de Andy Barclay apareció en Child's Play 3, fue interpretado por un actor diferente, Justin Whalin, debido a los acontecimientos tuvieron lugar ocho años después de la segunda película, pero salió menos de un año después. Vincent también apareció durante una escena poscréditos en Curse of Chucky.

### Rodaje
La fotografía principal de Cult of Chucky comenzó en Winnipeg el 9 de enero de 2017, y el director de fotografía de Curse of Chucky, Michael Marshall, regresó en el mismo puesto. Tony Gardner volvió a crear e interpretar al personaje de Chucky como lo había hecho previamente para Seed of Chucky y Curse of Chucky. La filmación terminó el 18 de febrero de 2017.

## Estreno
Cult of Chucky fue estrenada el 24 de agosto de 2017, siendo lanzada en DVD, Blu-ray y Netflix el 3 de octubre de 2017. A diferencia de las versiones en Blu-ray y DVD de la película, la versión de Netflix no estaba censurada. La versión censurada es aproximadamente un minuto más corta que la original y no tiene una escena poscréditos.

## Recepción

### Crítica
Una crítica temprana publicada en Bloody Disgusting fue muy favorable para la película. Benedict Seal declaró: «Siete películas no tienen derecho a ser tan buenas ni a abrir nuevos caminos. Cult of Chucky toma esta descabellada historia en toda una serie de nuevas direcciones que los fanáticos de la franquicia seguramente disfrutarán. Hay muchas cosas que deleitan, especialmente cuando las cosas se intensifican hacia el final, pero arruinarlas sería arruinar el gran carnaval de Mancini y compañía. Sin lugar a dudas, Child's Play es una terrorífica franquicia que vale la pena atesorar».
Stephen Dalton de The Hollywood Reporter también tuvo cosas positivas que decir sobre la película, escribiendo que «las burlas y asesinatos alegremente desagradables son gruesos y rápidos, con perforaciones y decapitaciones, tacones altos y botes de aire comprimidos que forman parte de su repertorio. La discreta filmación de Mancini y su estilo también cambian de marcha con la acción de la pantalla dividida en cámara lenta y sus trastornos psico-lésbicos, como Brian De Palma con un presupuesto de película independiente. Con 91 minutos de duración, Cult of Chucky en en parte un slasher con grandes baños de sangre y un placer culpable». Scott Mendelson de Forbes dijo: «Cult of Chucky es el capítulo final o un nuevo comienzo. De cualquier manera, esta franquicia de terror más tenaz puede caminar con la cabeza en alto». William Bibbiani, escribiendo para IGN, le dio a la película una puntuación de 7.4 sobre 10 y especificó: «Demasiadas secuelas de horror se sienten baratas y sin alma. En efecto, Cult of Chucky tiene grandes ideas, fuertes actuaciones y algunos momentos que se encuentran entre los mejores de la serie. Las otras franquicias clásicas slasher pueden estar fallando, pero últimamente, Chucky está haciendo que las entretenidas secuelas de terror parezcan un juego de niños».
En Rotten Tomatoes, la película tiene una calificación aprobatoria del 83% basada en 18 comentarios, con una calificación promedio de 2.3 sobre 10. En Metacritic, la película tiene una puntuación de 69 sobre 100, basada en 5 comentarios, indicando «críticas generalmente favorables».

### Premios
| Premio         | Categoría                | Ganador/Nominado | Resultado |
| -------------- | ------------------------ | ---------------- | --------- |
| Premios Saturn | Mejor lanzamiento en DVD | Cult of Chucky   | Nominada  |

## Futuro
En octubre de 2017, Don Mancini expresó interés en que Glen y Glenda de Seed of Chucky regresaran en una futura película. La mayoría de las referencias a los personajes habían sido recortadas de Cult of Chucky, mayormente por lo odiada que es la película de Seed of Chucky y al mismo tiempo estos dos personajes.

### Serie de televisión
En febrero de 2018, se anunció que una serie de televisión basada en Child's Play está en desarrollo, con la participación de Mancini y el productor David Kirschner, y está programada para ser una continuación de la historia de la película. Mancini también declaró que, además de la serie, las películas continuarán.

### Reinicio
Artículo principal: Child's Play (película de 2019)
En julio de 2018, Collider informó que una nueva versión de Child's Play, un reinicio, se está desarrollando por Metro-Goldwyn-Mayer sin la participación de Universal Pictures, Mancini, Kirschner o Brad Dourif. La película será dirigida por Lars Klevberg mientras que David Katzenberg y Seth Grahame-Smith serán los productores. Gabriel Bateman, Aubrey Plaza, Mark Hamill, Brian Tyree Henry y Tim Matheson fueron elegidos para protagonizar la película, cuyo estreno está programado para el 21 de junio de 2019.
La historia seguirá a un grupo de niños debiendo enfrentar a una versión de alta tecnología del muñeco «Good Guys» que, tras sufrir un mal funcionamiento, adoptará un comportamiento violento y psicópata.